# Pieninen-Felsengürtel

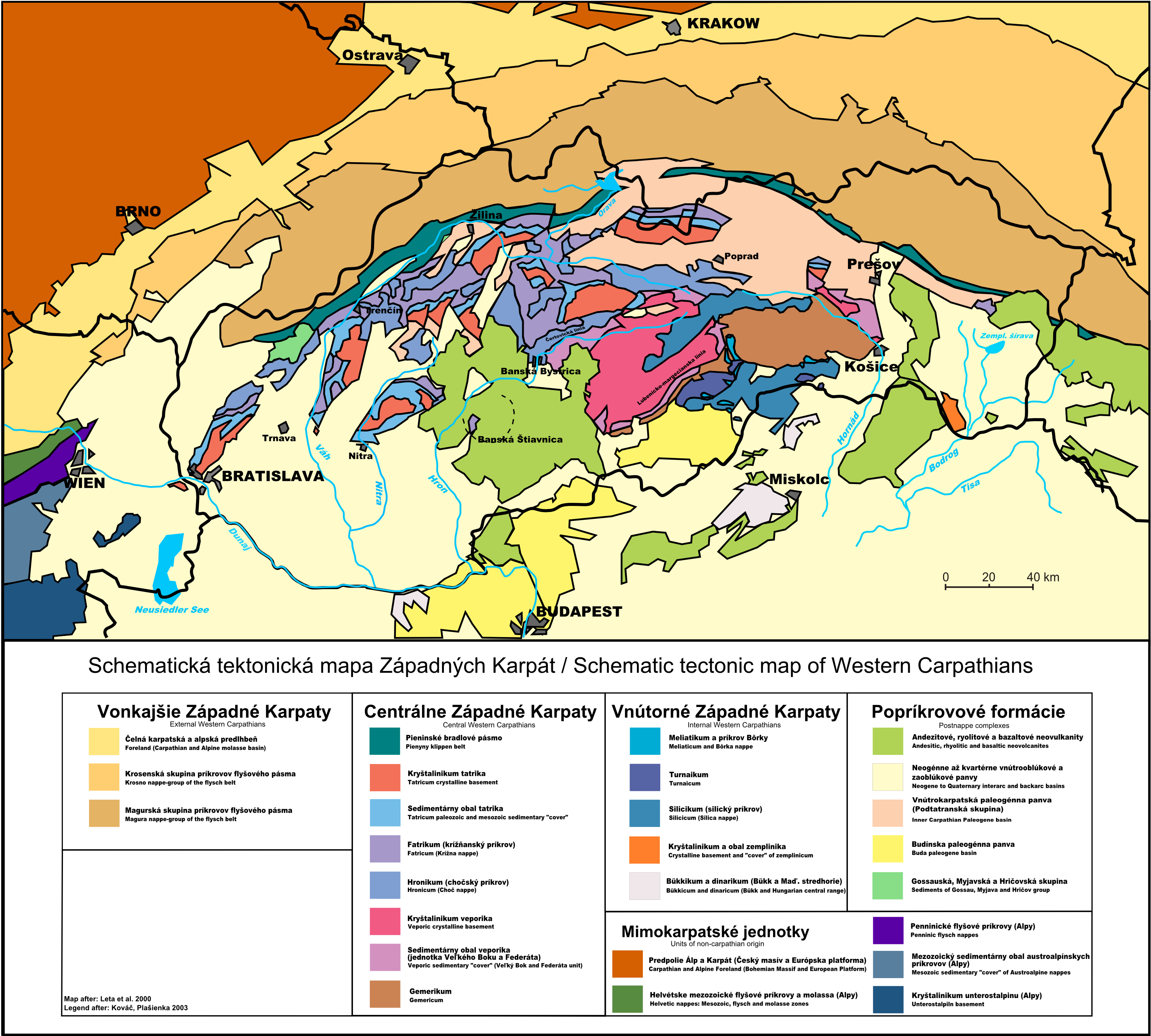
Der Pieninen-Felsengürtel ist olivgrün eingezeichnet

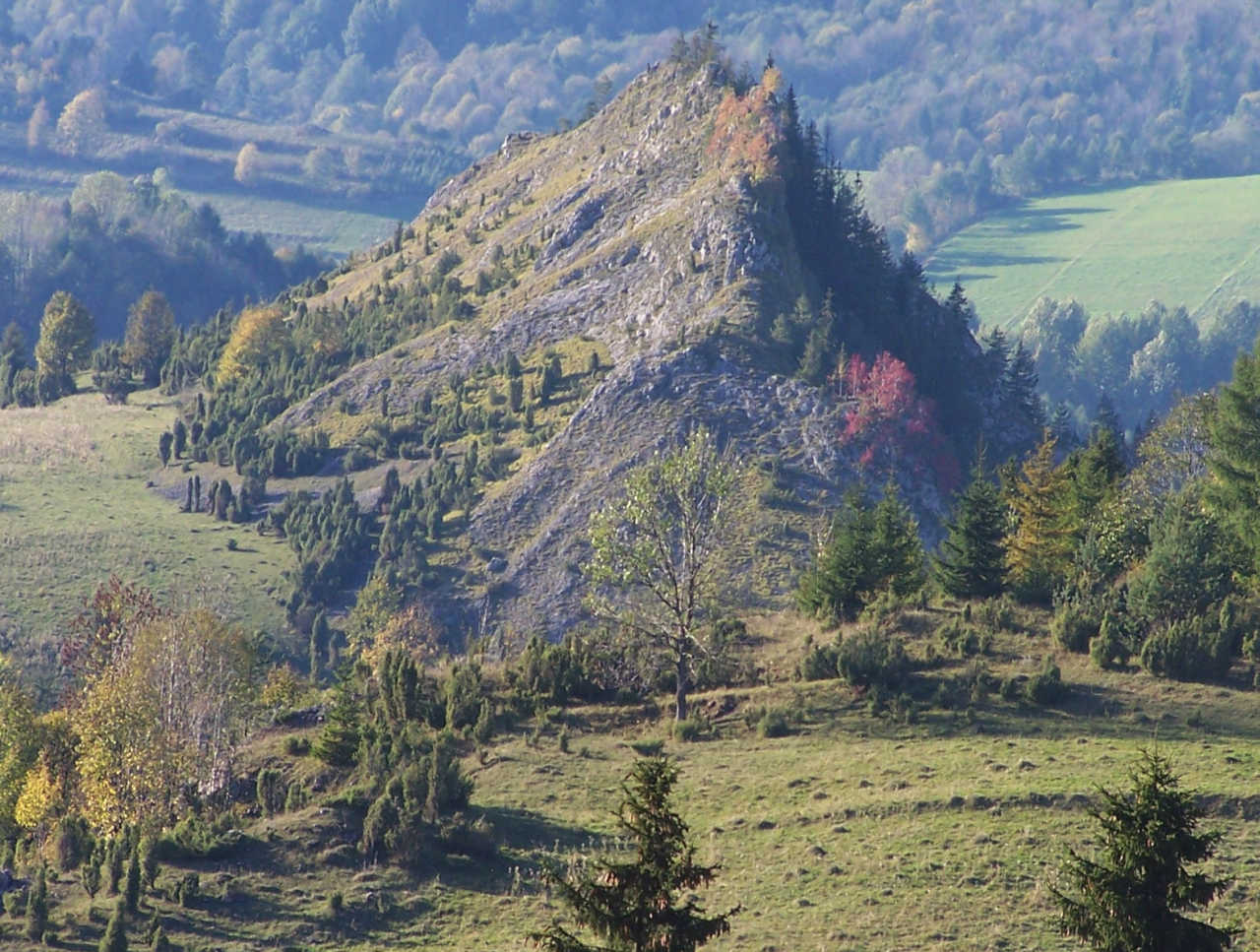
Smolegowa Skała in den Kleinen Pieninen

Der Pieninen-Felsengürtel (polnisch: Pieniński Pas Skałkowy) ist eine geologische Struktur aus dem Erdzeitalter des Jura in den Karpaten. Er ist nach dem Gebirgszug der Pieninen benannt.

## Lage
Der Pieninen-Felsengürtel beginnt östlich von Wien und zieht sich ca. 600 km lang in einem Bogen über die Slowakei, Polen und die Ukraine bis nach Rumänien. Der Bogen ist nur wenige hundert Meter bis höchstens 20 km breit und besteht aus Kalkfelsen. Er teilt die Karpaten in die Inneren und Äußeren Karpaten. Größtenteils verläuft er jedoch unter der Erdoberfläche, da er von jüngeren geologischen Schichten überlagert wird. Spektakulär bricht er nur in den Skalice Nowotarskie am Nordrand der Region Podhale und in den Pieninen an die Erdoberfläche. Beschrieben wurde er bereits Anfang des 19. Jahrhunderts vom polnischen Geologen Stanisław Staszic. Der Begriff wurde jedoch erst von dem Österreicher Melchior Neumayr im Jahr 1871 geprägt.

## Einteilung
Der Pieninen-Felsengürtel lässt sich einteilen in:
- Czorsztyn Gürtel
- Kysucka Gürtel
- Niedzica Gürtel
- Klapska Gürtel
- Orava Gürtel
- Nanińska Gürtel